# Night and Day (песня Бетт Мидлер)
«Night and Day» (с англ. — «Ночь и день») — песня, записанная американской певицей Бетт Мидлер для её седьмого студийного альбома Some People’s Lives.

## История создания
Песня была написана Роксаной Симан и Билли Хьюзом, последний записал демоверсию песни. Симан отвезла демоверсию песни в Нью-Йорк и оставила её с письмом для Така Эрима из Atlantic Records. Неделю спустя Эрим пригласил Симан на обед, где он сказал ей, что продюсеры Ахмет Эртегюн и Дуг Моррис оценили песню и хотят показать ее Майку Резерфорду из Mike + The Mechanics. Также Симан заглянула в офис звукозаписывающей компании, где встретила Вики Джермейз из офиса продюсера Арифа Мардина. Джермейз узнала о новой песне и попросила копию, которую она позже отослала Мардину в Лос-Анджелес, где он с Бетт Мидлер записывал новый альбом.
Так «Night and Day» была записана Бетт Мидлер и попала в её седьмой альбом Some People’s Lives. Продюсером записи стал Ариф Мардин, а Марк Шайман выступил как исполнительный продюсер.

## Релиз
Песня была выпущена как второй сингл с альбома Some People’s Lives	15 января 1991 года, она попала в активную ротацию радиостанций, специализирующихся на взрослой музыке, поэтому сингл смог добраться до 15 места в чарте Adult Contemporary и оставался там в течение 15 недель. Релиз трека на поп-радио состоялся позже, одновременно с этим обострилась ситуация на войне в Персидском заливе, подъём в чарте Billboard Hot 100 был слабым, также стала популярна другая песня Мидлер — «From a Distance», поэтому продюсеры решили сделать упор именно на неё. «Night and Day» пробыла в чарте 7 недель и поднялась только до 62 места.
Также сингл был выпущен в Японии и Австралии (как промо для бокс-сета 3 for One).
В 2015 году был выпущен сборник баллад Мидлер A Gift of Love, куда была включена и эта песня.

## Признание
В декабре 2016 была опубликована статья Джеймса Рида «В день рождения Бетт Мидлер, 10 песен, которые напоминают нам, почему мы её полюбили» в газете «Лос-Анджелес таймс», «Night and Day» стала одной из этих десяти песен.

## Чарты
| Чарт (1991)                        | Пиковая позиция |
| ---------------------------------- | --------------- |
| Австралия (ARIA)                   | 84              |
| Новая Зеландия (Recorded Music NZ) | 50              |
| США (Billboard Hot 100)            | 62              |
| США (Billboard Adult Contemporary) | 15              |